# Liste der anglikanischen Bischöfe von Plymouth
Die Liste der Bischöfe von Plymouth stellt die bischöflichen Titelträger der Church of England, der Diözese Exeter, in der Province of Canterbury dar. Der Titel wurde nach der Stadt Plymouth benannt.
| Liste der Bischöfe von Plymouth | Liste der Bischöfe von Plymouth | Liste der Bischöfe von Plymouth | Liste der Bischöfe von Plymouth |
| ------------------------------- | ------------------------------- | ------------------------------- | ------------------------------- |
| Von                             | Bis                             | Name                            | Anmerkungen                     |
| 1923                            | 1933                            | Howard Masterman                |                                 |
| 1934                            | 1950                            | Whitfield Daukes                |                                 |
| 1950                            | 1962                            | Norman Clarke                   |                                 |
| 1962                            | 1972                            | Guy Sanderson                   |                                 |
| 1972                            | 1982                            | Richard Cartwright              |                                 |
| 1982                            | 1988                            | Kenneth Newing                  |                                 |
| 1988                            | 1996                            | Richard Hawkins                 | danach Bischof von Crediton     |
| 1996                            | 2005                            | John Garton                     |                                 |
| 2005                            | 2013                            | John Ford                       |                                 |
| 2015                            | 2022                            | Nick McKinnel                   | vorher Bischof von Crediton     |
| 2022                            | Gegenwart                       | James Grier                     |                                 |